# Троаш
Троаш (рум. Troaș) — село у повіті Арад в Румунії. Входить до складу комуни Севиршин.
Село розташоване на відстані 349 км на північний захід від Бухареста, 76 км на схід від Арада, 125 км на південний захід від Клуж-Напоки, 90 км на північний схід від Тімішоари.

## Населення
За даними перепису населення 2002 року у селі проживали 206 осіб, усі — румуни. Усі жителі села рідною мовою назвали румунську.